# De hurtige og de døde
De hurtige og de døde (originaltitel The Quick and the Dead) er en film instrueret af Sam Raimi, udgivet i 1995. I filmen ses bl.a. Sharon Stone, Gene Hackman, Russell Crowe, Leonardo DiCaprio, Lance Henriksen og Keith David.

## Handling
De hurtige og de døde følger gangen for en pistolskydningskonkurrence afholdt af John Herod (Hackman), en tidligere bandit og morder der nu ubarmhjertigt leder den lille by Redemption, Arizona. Konkurrencen er reelt arrangeret for at udrydde enhver der ville have modet og evnen til at udgøre en trussel mod Herod. Præmien i konkurrencen tiltrækker et bredt udsnit af deltagere — inklusiv adskillige forbrydere, en eventyrer (David), en svensk mester (Sven-Ole Thorsen), en trickskytte og skryder (Henriksen), Herods påståede søn (DiCaprio), og en mystisk kvinde (Stone) der har sat sig for at dræbe Herod. Herod sender sine lakajer ud for at hente en mand ved navn Cort (Crowe), som tidligere var hans partner men nu har trukket sig tilbage som missionær. Cort tortureres og ydmyges offentligt da han nægter at afsige sin ikke-voldspolitik. Han og "the Lady" (som Stones figur kendes som) finder ud af at de har en fælles fjende i Herod og udtænker en plan for at dræbe ham om befri byen fra dens undertrykkelse. Det afsløres i en serie flashbacks at Stones karakter ikke er en korsfarer eller frelser; hendes mission er personlig hævn: som pige manipulerede Herod hende til ved et uheld at skyde sin far (Sinise), byens sherif.

## Medvirkende
| Actor             | Role                        |
| ----------------- | --------------------------- |
| Tobin Bell        | Dog Kelly                   |
| Roberts Blossom   | Doc Wallace                 |
| Mark Boone Junior | Scars                       |
| Olivia Burnette   | Katie                       |
| Kevin Conway      | Eugene Dred                 |
| Russell Crowe     | Cort                        |
| Keith David       | Sgt. Clay Cantrell          |
| Leonardo DiCaprio | Fee Herod "The Kid"         |
| Lance Henriksen   | Ace Hanlon                  |
| Gene Hackman      | John Herod                  |
| Pat Hingle        | Horace                      |
| Fay Masterson     | Mattie Silk                 |
| Gary Sinise       | The Marshal                 |
| Sharon Stone      | Ellen "The Lady"            |
| Woody Strode      | Charlie Moonlight           |
| Jerry Swindall    | Blind Boy                   |
| Sven-Ole Thorsen  | Gutzon, svensk mesterskytte |
| Raynor Scheine    | Ratsy                       |
| Jonothon Gill     | Spotted Horse               |
| David Cornell     | Simp Dixon                  |
| Joseph Rainer     | Virgil Sparks               |
| Arturo Gastelum   | Carlos Montoya              |
| Lennie Loftin     | Flat Nose Foy               |

## Eksterne Henvisninger
- De hurtige og de døde på Internet Movie Database (engelsk)
- De hurtige og de døde på Filmdatabasen
- De hurtige og de døde på Scope
- De hurtige og de døde i Svensk Filmdatabas (svensk)
- De hurtige og de døde på AlloCiné (fransk)
- De hurtige og de døde på MovieMeter (nederlandsk)
- De hurtige og de døde på AllMovie (engelsk)
- De hurtige og de døde hos American Film Institute (engelsk)
- De hurtige og de døde på Turner Classic Movies (engelsk)
- De hurtige og de døde på The Movie Database (engelsk)